# Hercegovačka Gračanica
Hercegovačka Gračanica (Grachánitsa herzegovina) es un monasterio ortodoxo serbio localizado en Trebinje, Bosnia y Herzegovina.
Se trata en gran parte de una copia del monasterio de Grachánitsa de Kosovo y su construcción se completó en 2000. El monasterio está situado sobre la ciudad, en la histórica colina Crkvina, y está dedicado a la Virgen María.

## Galería de imágenes

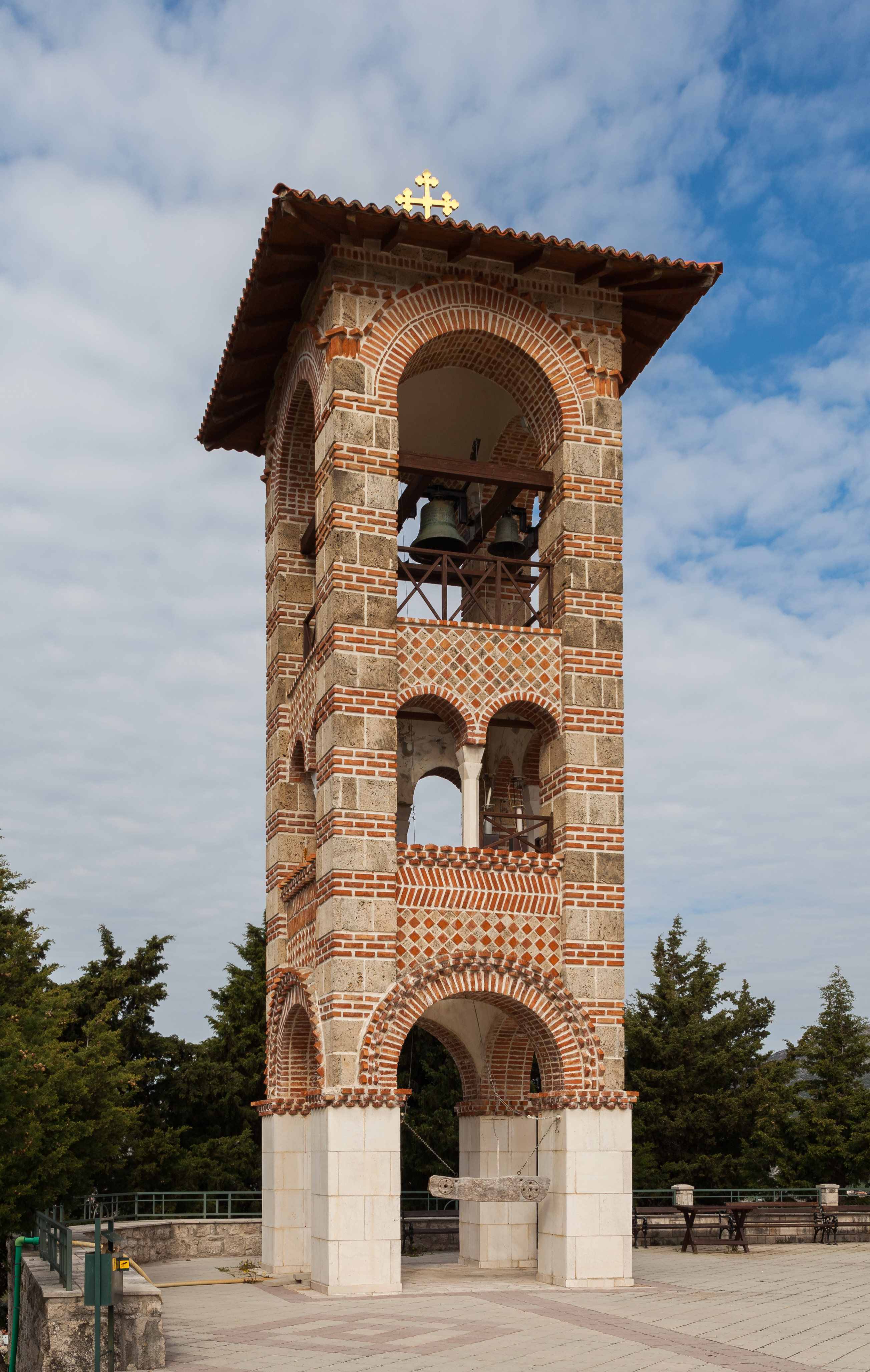
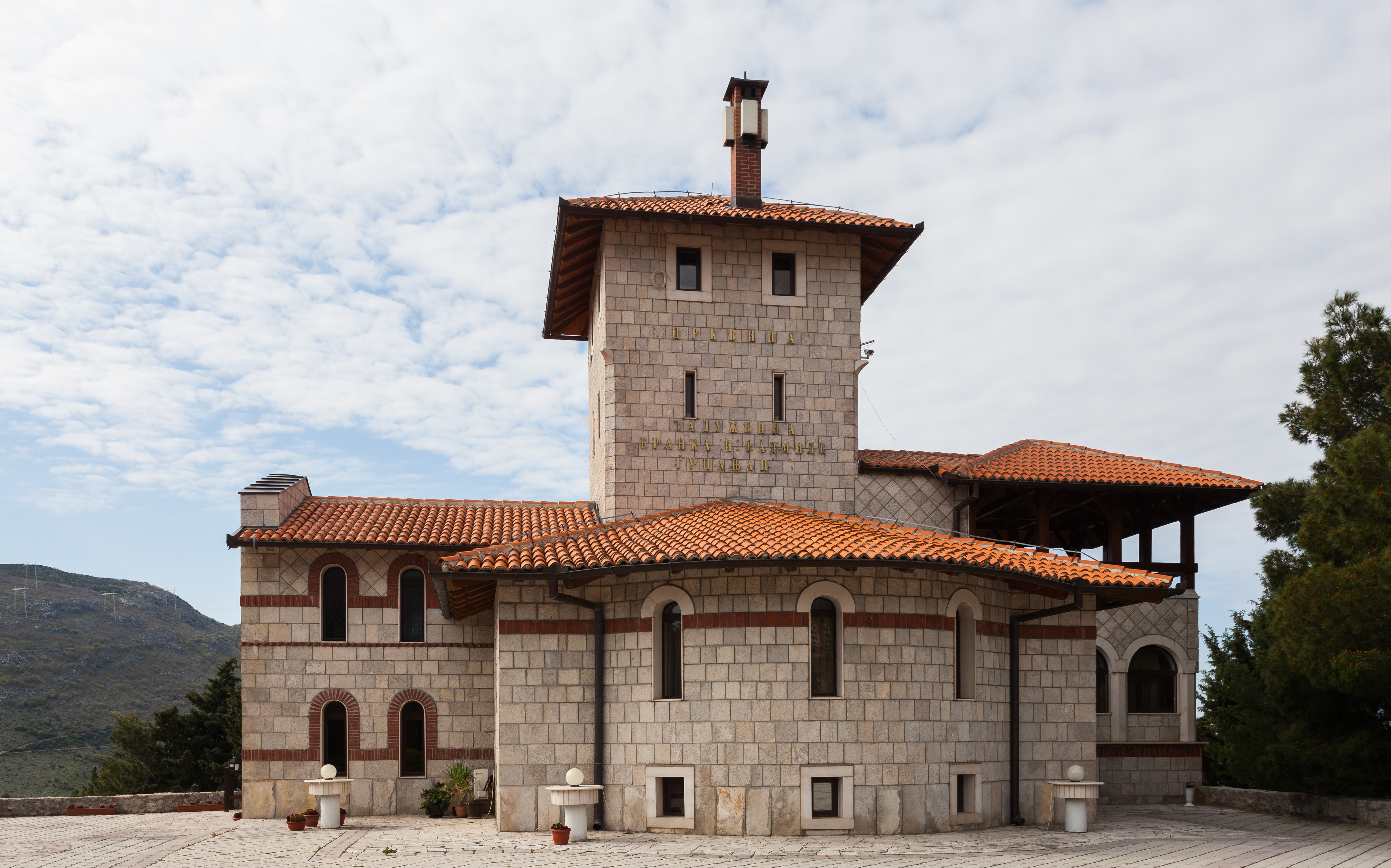
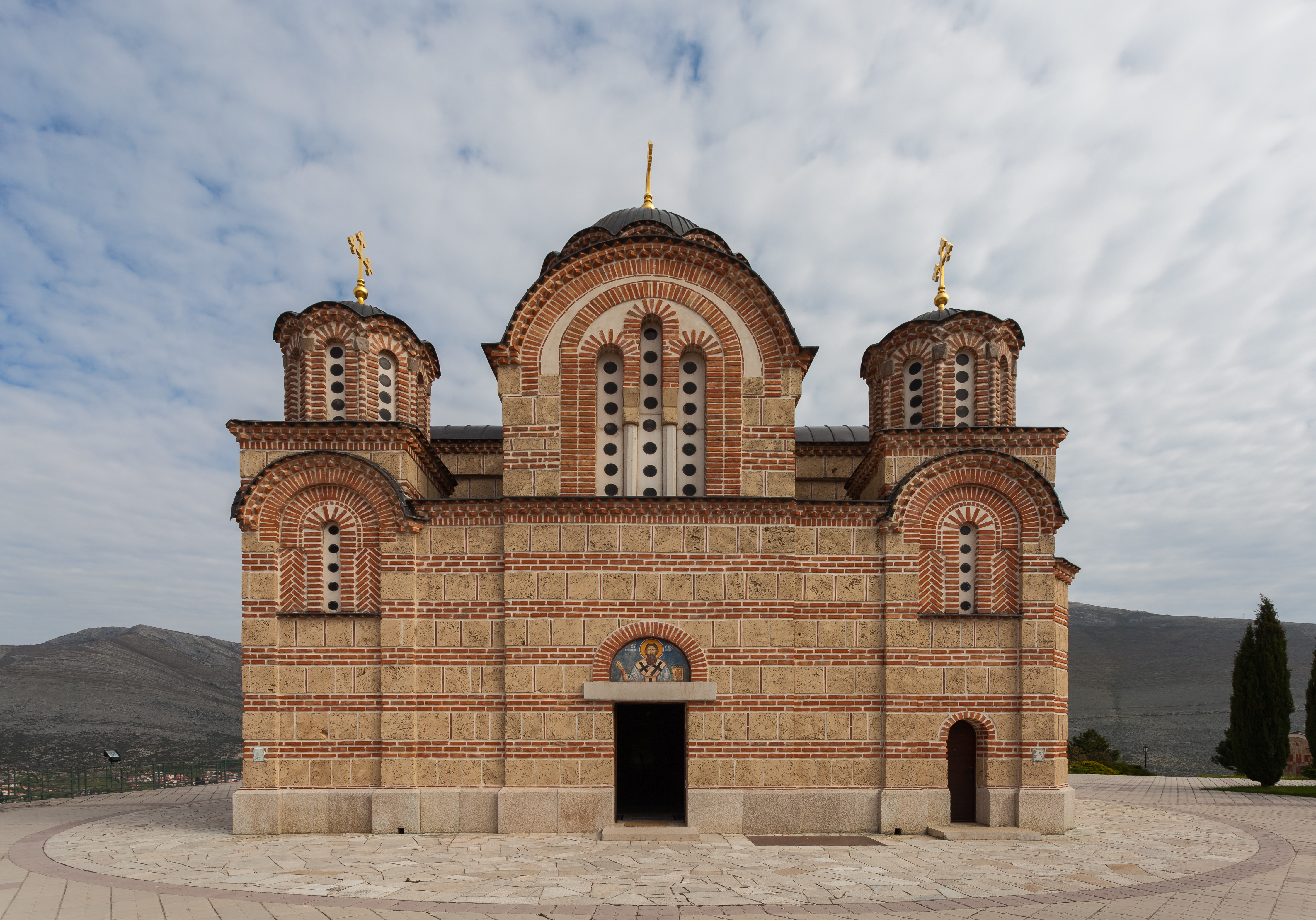
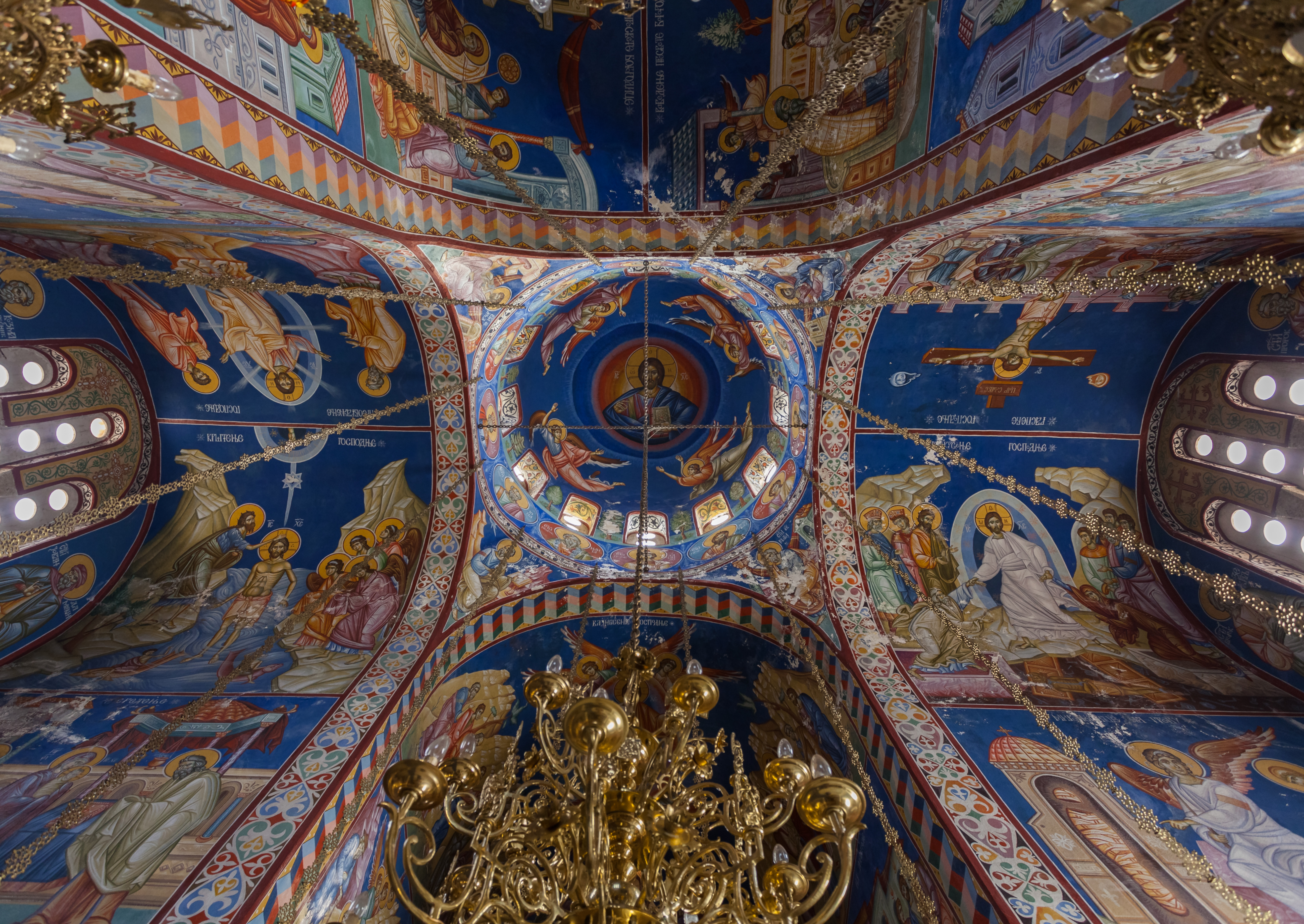
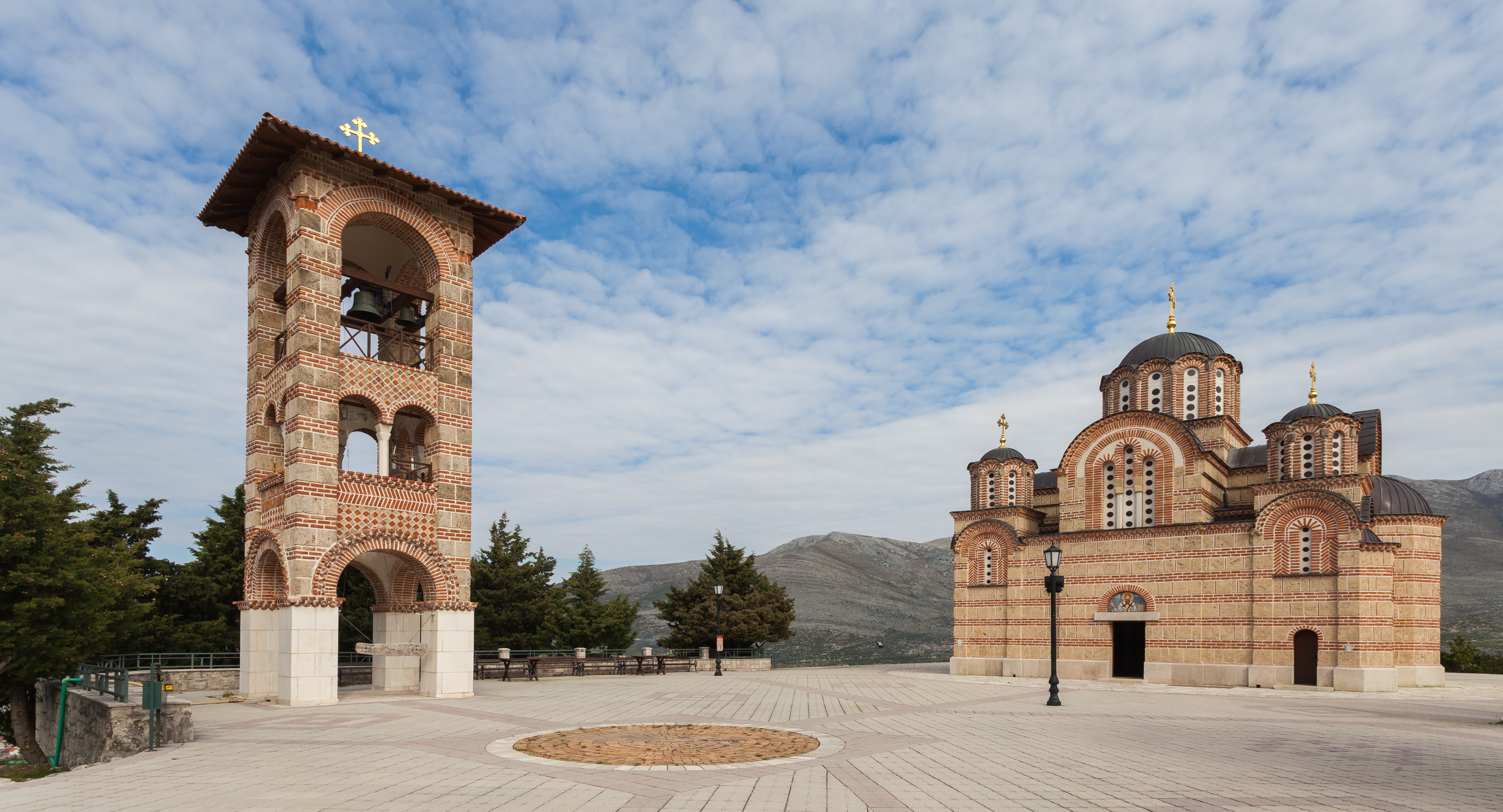
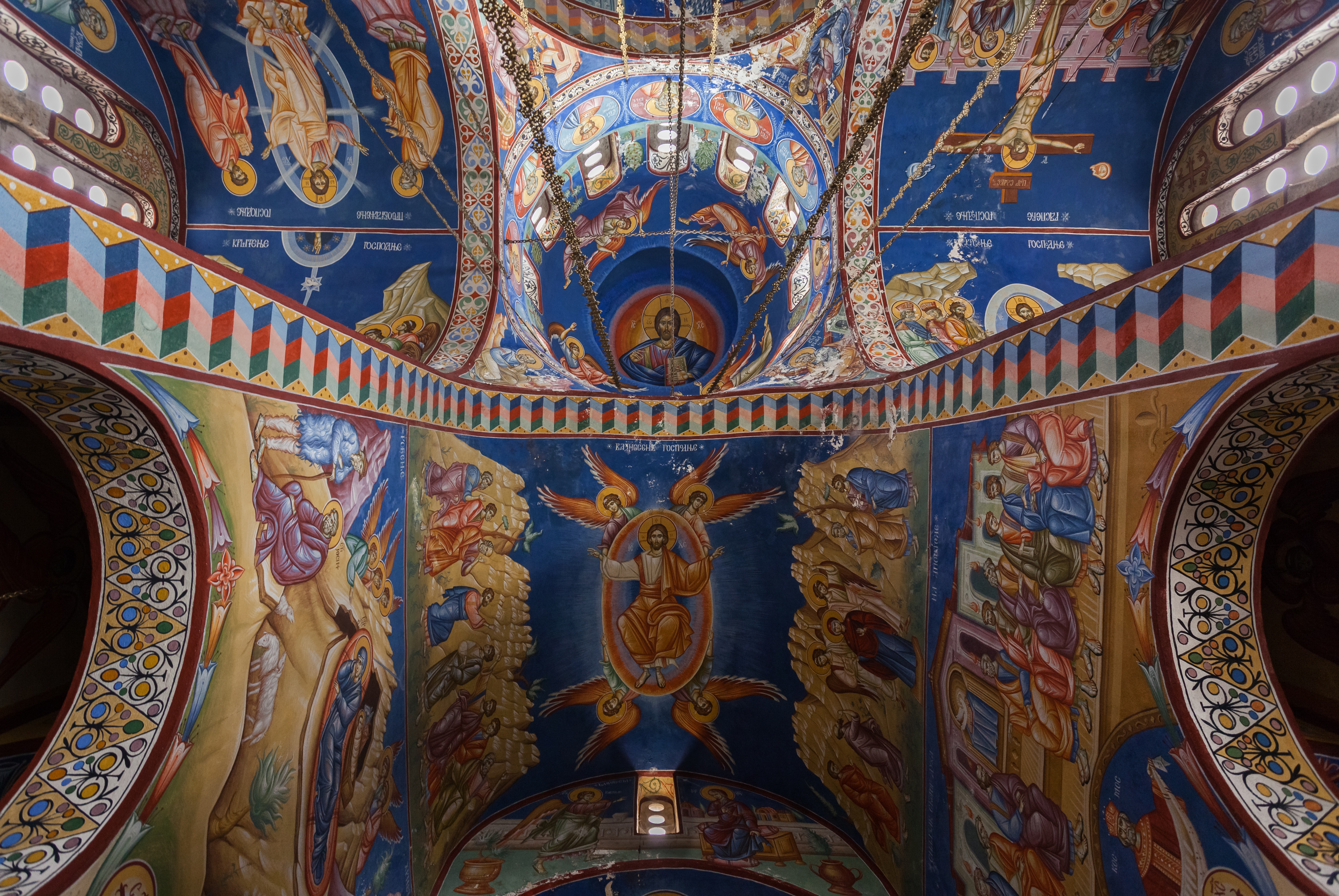
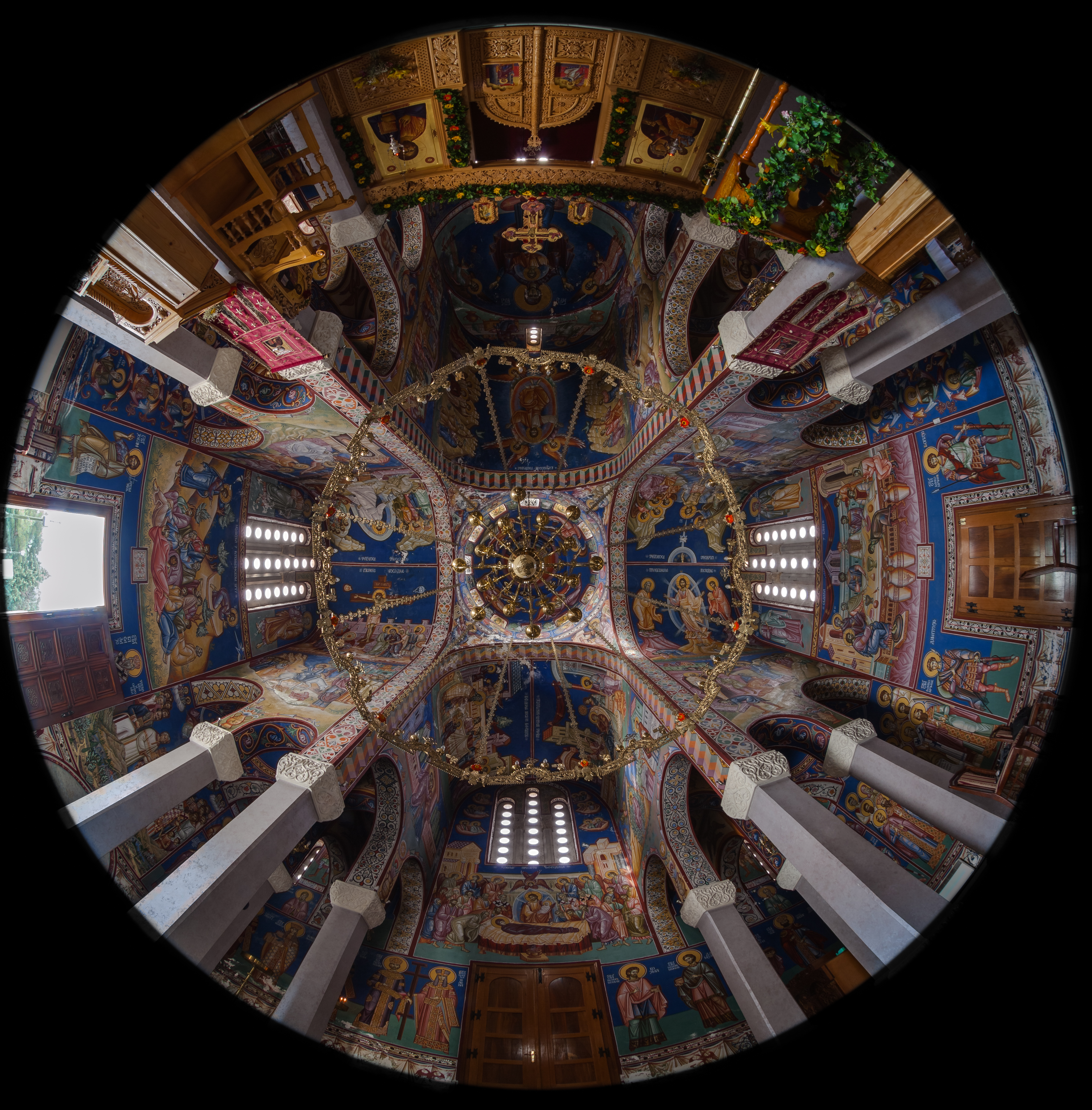

- Datos: Q125940
- Multimedia: Hercegovačka Gračanica monastery / Q125940